# Moché Lewin
Ne doit pas être confondu avec Moshe Lewin.
Moché Lewin, né en 1967 à Strasbourg, est le rabbin de la synagogue du Raincy,. Il est porte-parole du grand-rabbin de France, Gilles Bernheim jusqu'au 10 avril 2013. Entre 2013 et 2017, il est directeur exécutif de la Conférence des rabbins européens, et est élu vice-président de cette organisation en mars 2017. Il est également conseiller spécial du grand-rabbin de France Haïm Korsia. Le 3 décembre 2023, il est élevé au titre de grand rabbin lors d'une cérémonie en présence notamment du grand rabbin de France Haïm Korsia et du président du Consistoire Central de France Elie Korchia. 

## Biographie
Moché Lewin fait sa scolarité notamment à l'Institution Gour Arié de La Tretoire en Seine-et-Marne, et étudie dans les écoles talmudiques de Marseille et de Beth Yossef Gateshead en Angleterre. Il fait ses études rabbiniques au Séminaire israélite de France. Il a également suivi une formation à l'Institut des hautes études de Défense nationale (IHEDN) et au Centre des hautes études de l'Armement (CHEAR).
De 1991 à 1997, il est rabbin à Besançon, en Franche-Comté. En septembre 1997, il devient rabbin de la synagogue Henri Schilli au Raincy. Il est auditeur de l'IHEDN (127e session), du CHEAr (42e session) et du CHEDE (14ème promotion - Simone Weil). En 1999, il devient aumônier national israélite de la gendarmerie.
Il a été le porte-parole du grand-rabbin de France Gilles Bernheim, chargé de la communication, des médias et des relations internationales, entre 2009à 2013. Il démissionne de cette fonction le 10 avril 2013,,,.
Il contribue au dialogue inter-religieux. Il participe à la création de la Conférence des responsables de culte en France (CRCF), créée le 23 novembre 2010. Elle regroupe six instances responsables du bouddhisme, des Églises chrétiennes (catholique, orthodoxe, protestante), de l'islam et du judaïsme.
En juillet 2013, il est nommé directeur exécutif de la conférence des rabbins européens, position dans laquelle il doit faire face à la résolution du Conseil de l'Europe assimilant la circoncision à une « violation de l'intégrité physique des enfants » et à l'opposition à l'abattage rituel. Il est le premier français à occuper ce poste.
Le 17 février 2014, il fait partie des 50 signataires (grands rabbins, rabbins et administrateurs) de la lettre adressée au président du Consistoire central Joël Mergui lui demandant d'organiser les élections du Grand Rabbin de France avant la fin du mois de juin 2014 conformément aux statuts et à la décision de l'assemblée générale de juin 2013. Ils demandent également que le Conseil du Consistoire Central fixe cette date lors du Conseil du 11 mars 2014,,.
Le 11 mars 2014, le Conseil du Consistoire central annonce la tenue de l'élection du grand-rabbin de France le 22 juin 2014. Il devient directeur de campagne de Haïm Korsia, un des dix candidats à cette élection. Haïm Korsia, vainqueur de cette élection, devient alors le 15e grand-rabbin de France. Le 30 mars 2014, il est auditionné par le Conseil de l'Europe dans le cadre du rapport en préparation sur « La liberté de religion et les pratiques religieuses ». 
Le 16 février 2015, après les attentats qui ont coûté la vie au réalisateur Finn Nørrgaard dans le Centre culturel et à Dan Uzan, devant la Grande synagogue de Copenhague, il accompagne la maire de Paris, Anne Hidalgo, pour un voyage de solidarité et de recueillement à Copenhague,. En avril 2015, avec le président de la Conférence des rabbins européens, le Grand Rabbin Pinchas Goldschmidt, il conduit une délégation au Vatican pour une rencontre historique avec le pape François,. 
Le 7 décembre 2015, à l'invitation et en présence du roi du Bahreïn, Hamed ben Issa Al Khalifa, il participe et représente le judaisme à une conférence inter religieuse "This is Bahrein" au palais royal. Cet événement historique a eu lieu durant la fête juive de Hanouka (fête des lumières). Aussi se rend-il à la synagogue du Bahreïn  accompagné notamment de Nancy Khedouri, membre du Parlement du Bahreïn; Houda Nounou, ancienne ambassadrice du Bahreïn aux États-Unis, de l’imam Hassen Chalghoumi, de Betsy Mathieson et d’amis musulmans qui avaient souhaité participer à cette cérémonie .
En septembre 2016, il fait partie des fondateurs de la formation  "Emouna, l'amphi des religions" où des responsables religieux qui vont être certifiés par Sciences Po en suivant une formation unique. Ce programme de 18 jours, soutenu par le ministère de l'Intérieur et par les responsables nationaux des religions forme des ministres du culte de différentes communautés religieuses (prêtres, pasteurs, rabbins, imams et moines bouddhistes). L'objectif en est de renforcer les liens et la connaissance mutuelle, et de mieux connaître leur place dans la laïcité et la culture françaises. Il comporte 3 modules : religions et institutions, religions et cultures, religions et leadership. Son implication en faveur du dialogue interreligieux le fait élire au comité directeur de l'Amitié Judéo-Chrétienne de France le 30 avril 2017 comme vice-président de cette association  Il est réélu à cette fonction le 22 novembre 2020 , puis le 2 juin 2024
En mars 2017, il est élu vice-président de la Conférence des rabbins européens. En mai 2017, il publie l'ouvrage : Des juifs engagés dans la Nation, l'histoire de l'aumônerie israélite des armées et reçoit le trophée de l’œuvre engagée lors de la cérémonie de remise du Prix Edgar-Faure 2017.
Le Grand-rabbin de France ,  est candidat pour un second mandat de 7 ans à l'élection du 6 juin 2021. Moché Lewin dirige sa campagne électorale. Haïm Korsia est réélu largement au premier tour,.
Par arrêté de la Première ministre Elisabeth Borne du 12 novembre 2022, il est nommé membre de la Commission nationale consultative des droits de l'homme.
Le 13 novembre 2023, il démissionne de la commission d’adaptation du discours de l'islam en France de la Grande Mosquée de Paris, invoquant le refus de cette dernière de qualifier de « terroriste » le « massacre perpétré par le Hamas en Israël, le 7 octobre » et « de participer à la marche pour la République et contre l'antisémitisme ».

## Ouvrage
- Des juifs engagés dans la Nation, l'histoire de l'aumônerie israélite des armées (2017)[34].

## Honneurs
- Chevalier de l'ordre national du Mérite,Chevalier de l'ordre national du Mérite, mai 2010[35].
- Chevalier de la Légion d'honneur, 31 décembre 2015[36]. La médaille lui est remise en mai 2016 par le Premier ministre Manuel Valls.